# Neochoerus pinckneyi
Neochoerus pinckneyi és una espècie extinta de mamífer rosegador de la família dels càvids que visqué a Nord-amèrica durant el Plistocè, fa entre 14.000 i 129.000 anys. Se n'han trobat restes fòssils a Carolina del Sud, Florida, Geòrgia i Texas (Estats Units). Els hidroquerins evolucionaren a Sud-amèrica, però la formació de l'istme de Panamà fa 3 milions d'anys permeté el pas d'algunes poblacions a Nord-amèrica en el marc del gran intercanvi americà. Els capibares i els porcs espins són els únics rosegadors caviomorfs que arribaren a les regions temperades de Nord-amèrica durant l'intercanvi (un ventall molt més ampli de rosegadors nord-americans envaí Sud-amèrica). N. pinckneyi pesava entre 90 i 113 kg, cosa que el feia un 40% més gros que el capibara d'avui en dia i una de les espècies de rosegadors més grosses mai descobertes, superada únicament per Josephoartigasia monesi, algunes espècies de Phoberomys i, possiblement, els «castors gegants» del gènere Castoroides.